# Razumnoje
Razumnoje (rusky Разумное) je sídlo městského typu v Bělgorodské oblasti v Rusku. Žije zde 28 192 obyvatel (2021). Razumnoje je považováno za jihovýchodní předměstí Bělgorodu a je zahrnováno do bělgorodské aglomerace.

## Geografie
Obec se nachází na jižním okraji Středoruské vysočiny v záplavové oblasti levého břehu Severského Doněce a Bělgorodské přehrady. Obcí protéká řeka Razumnaja.
Podnebí je zde mírné kontinentální, s výraznými horkými suchými léty a proměnlivě chladnými zimami.

## Dějiny
Přesný rok založení obce není znám, pravděpodobně se jedná po polovinu 18. století. Razumnoje bylo poprvé písemně zmíněno v roce 1774 v souvislosti s výstavbou prvního kostela. Neznámý je také původ jména obce a řeky, v ruštině název znamená moudrý nebo rozumný.
Na konci 19. století v obci žilo 1700 obyvatel.
Během druhé světové války odešlo z obce na frontu 500 obyvatel, z nichž se 350 nevrátilo. V říjnu 1941 byla obec obsazena německými vojsky. Dne 4. srpna 1943 bylo Razumnoje osvobozeno Rudou armádou. Obec byla do základů vypálena.
Po válce se Razumnoje rozvíjelo jako zemědělská vesnice, ale v 70. letech 20. století se začalo s výstavbou vícepodlažních obytných budov, v roce 1985 získala obec statut sídla městského typu.
Od počátku 21. století se Razumnoje rozvíjí a urbanisticky se propojuje s Bělgorodem.